# トルストイ運動

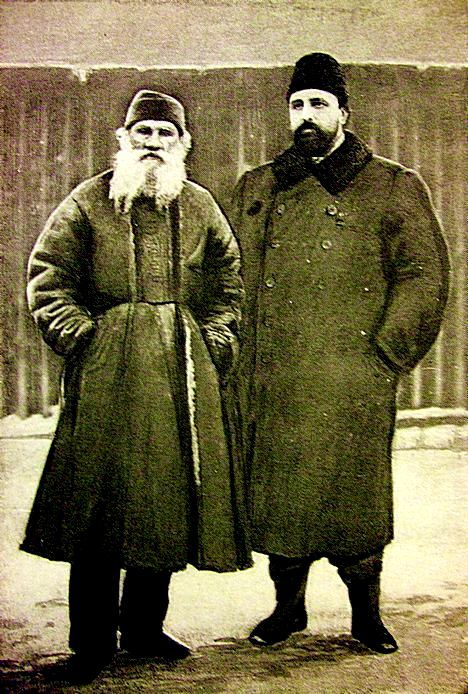
1890年代のレフ・トルストイ（左）とウラジーミル・チェルトコフ（右）

トルストイ運動（とるすというんどう、ロシア語: Толстовство）とは、帝政末期のロシアで起こった、宗教的かつ倫理的な社会運動である。作家、レフ・トルストイの宗教思想、哲学思想に影響を受け1880年代に出現した。その基本的な観念はトルストイの作品『懺悔』、『私は何を信じるか？』(ru)、『クロイツェル・ソナタ』などに顕著に表れている。

## 概要
トルストイ運動家たちは自らをキリスト教徒であるとするが、一般的に制度上の教会には所属しない。また彼らはキリストの奇蹟や神性よりもその教えを重視する。物質よりも精神に重きを置くその原則は、「非暴力」、「赦し、普遍的な愛、道徳的アイデンティティ」、霊性、自己啓発的人格(ru)、シンプルライフ、隣人愛などが根底にあり、具体的にはイエスの省や山上の垂訓、あるいはシンクレティズムとの関連が見られる。これらの原則が実行されれば社会が道徳的に変化し、ユートピアの現出も可能であるとトルストイ運動家たちは考えた。彼らはそれを、既存の社会と国家を農民による自由で平等なコミュニティに取って換えることで達成しようとした。
初期のトルストイ運動は、警察、法律、軍などといった、強制力のみに基くすべての機関の必要性を否定し、代わりに個々人の精神や相互扶助への自然な欲求を訴えた点でアナキズムと多くの共通点があり、平和主義アナキズムにも多大な影響を与えた。アナキズムの指導者ピョートル・クロポトキンが第一次世界大戦開戦に好意的だったことから、以降の両者の関係は途絶えたが、今日においても多くの人々がトルストイ運動をキリスト教アナキズムの一種と捉えている。
トルストイ運動家には、トルストイ本人がそうであったように強固な菜食主義（乳製品は除く）と絶対禁酒主義、禁煙、純潔といった禁欲主義が要求された（これはドイツ栄養学全盛の時代にあっては極めて異常なことと見なされていた）。また、彼らは農作業においても家畜の使用を極力避けた。

## 歴史
トルストイ運動家たちが「文化的スキーテ」(культурный скит)と呼ばれるコロニーを建設し始めたのは1880年頃のことで、それらはトヴェリ県、シンビルスク県、ハリコフ県、そして南コーカサスで同時発生的に起こった。1895年には思想的に近いドゥホボール派の信徒がこれに合流したが、彼らは兵役を拒否し武器を破壊するなどしたため厳しい弾圧を受けた。
トルストイは、これらの人々が「ロシアだけでなくヨーロッパ全土で、完全に我々と見解を同一にするかたちで現れた」ことに対して「大きな喜び」を表明した。しかし彼は、人々が自分に盲従するのではなく各々の良心に従って行動すべきであると考え、特定の方向性や教義を定めようとはしなかった。支持者からの手紙について、トルストイはこう書いている。
トルストイ運動家たちは宣伝活動にも熱心だった。ウラジーミル・チェルトコフとパーヴェル・ビリュコフ(ru)は「調停者」(ru)という出版社を設立し、トルストイ、グレープ・ウスペンスキー、アントン・チェーホフなどの作品、その他農学、獣医学、衛生学を宣伝する書籍を一般向けに量刷した。ロンドンの運動家たちは1901年から1905年にかけて「言論の自由」(ru)と題する新聞を刊行していた。
トルストイの死や国家による検閲を乗り越えて運動は発展し、1917年のロシア革命直前にはサマラ県、ペルミ県、クルスク県、キエフ県にも農業コミュニティができるなど、運動は最盛期を迎えた。しかし、1920年代から30年代にかけて、ソビエト連邦ではトルストイ運動は弾圧され、彼らの農業コミューンは集団化により解体された。ヤーコフ・ドラグノフスキー(Yakov Dragunovsky)のように裁判にかけられグラーグへ送られた運動指導者もいた。中には人生と労働コミューン(en)のようにシベリアへ逃れ、大祖国戦争前まで生き延びたコミューンも存在した。
今日において、トルストイ運動は西欧、北米、日本、インド、ブルガリアなどの国々で存続している。中でもマハトマ・ガンディーなどはトルストイ運動家の代表であった。ロシアでは近年、「トルストイ運動」を名乗る信徒数500人ほどの宗教団体が公認されたが、その内容はオリジナルのトルストイ運動とは著しく異なっている。欧州全域にトルストイ運動が広まらなかった原因としては、人員に互換性がなかったことと、そもそも農業経験自体が不足していたことが挙げられる。

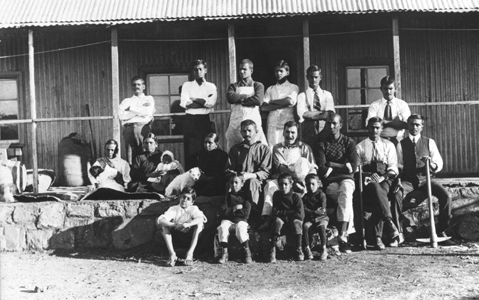
トルストイ・ファームのマハトマ・ガンディー（1910年）

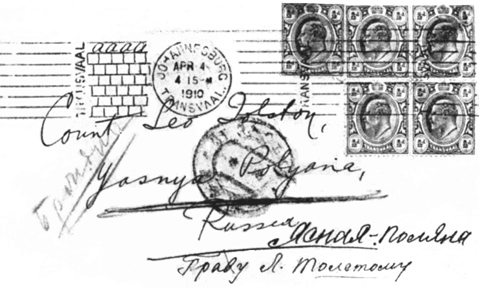
ガンディーからトルストイへの手紙（1914年）

### アフリカ
マハトマ・ガンディーはトルストイの思想に触発され、南アフリカのヨハネスブルク近郊に「トルストイ・ファーム」というコロニーを設置した。1100エーカー（4.5平方キロメートル）の面積があるこのコロニーはガンジー主義者のヘルマン・カレンバッハ(en)によって賄われ、1910年からはサティヤグラハの下に置かれた。

### アメリカ
アメリカの著名なトルストイ運動家、アーネスト・ハワード・クロスビー(en)は、1896年に多数のキリスト教社会主義者によってジョージア州に設立された、面積932エーカー（3.77平方キロメートル）のキリスト教徒の連邦コロニーを援助していた。また、コロニーはヘンリー・ジョージやエドワード・ベラミーの思想にも影響を受けている。

### ヨーロッパ
イギリスでは、ブラザーフッド教会(en)のジョン・コールマン・ケンワージー(John Coleman Kenworthy)が1896年にエセックス州プアライフでコロニーを設立している。このコミュニティは数年で閉鎖されたが、そのメンバーが新たに設立したコロニーは、グロスタシャーのホワイトウェイ・コロニーとヨークシャーのステイプルトン・コロニー(en)として現存している。とはいえホワイトウェイ・コロニーはほどなくトルストイの原則を放棄しているので、1909年にそこを訪れたガンディーを含め、多くの人々からはトルストイ運動の失敗例であると見なされている。
同じくイギリスでは2005年に、「トルストイ運動」という名の、平和主義、アナキズム、ヴィーガンに取り組む人々のネットワークが、ジェラルド・ベイン(Gerard Bane)によって設立されている。
ヨハネス・ファン・デル・フィール(Johannes Van der Veer)はオランダにおけるトルストイ運動の指導者である。オランダでは2つのコロニーが形成された。北ホラント州ブッスムのものは短命に終わったが、ユトレヒト近郊のブラリクムのものは前者よりも成功した。

## 正教会との対立
1897年、カザンでの第3回全ロシア宣教師大会において、正教会の著名な広報官であるヴァシリー・スクヴォルツォフ(ru)は、トルストイ運動について次のように疑義を唱えている。
1901年、ロシア正教会聖務会院は「トルストイは正教会とは一切の関係を持たない」と公式に宣言し、トルストイは正教会から破門された。
しかし、階級、宗教、その他の枠組みからの解放というこの運動がトルストイの人生に大きな意味を持っていたことは否定できない。自身は公爵に叙せられていながら、トルストイは農民とともにあった。トルストイはキリスト教の教義を非抵抗の表れと見なし、教会組織はその教えに反するとして反三位一体論を支持した。だがトルストイの妻子は彼が聖務会院と最も険悪だった時期にも教会へ通うことを欠かさなかった。

## 著名なトルストイ運動家
- ウラジーミル・チェルトコフ（ロシア語版） - 出版人、運動の組織者
- ヴァレンチン・ブルガーコフ（ロシア語版） - トルストイの最後の秘書
- ニコライ・ゲー - 画家
- ゲオルギー・ガポン - 親革命派の司祭
- ドゥシャン・マコヴィツキ（ロシア語版） - スロバキアの医者、作家、社会運動家